# Ocellularia melanotremata
Ocellularia melanotremata är en lavart som beskrevs av Mason Ellsworth Hale. 
Ocellularia melanotremata ingår i släktet Ocellularia och familjen Graphidaceae. Inga underarter finns listade i Catalogue of Life.